# Mormo striata
Mormo striata är en fjärilsart som beskrevs av Tutt 1892. Mormo striata ingår i släktet Mormo och familjen nattflyn. Inga underarter finns listade i Catalogue of Life.